# Valstrona
Valstrona je italská obec v provincii Verbano-Cusio-Ossola v oblasti Piemont.
K 31. prosinci 2011 zde žilo 1 268 obyvatel.

## Sousední obce
Anzola d'Ossola, Calasca-Castiglione, Cravagliana (VC), Loreglia, Massiola, Ornavasso, Pieve Vergonte, Quarna Sopra, Quarna Sotto, Rimella (VC), Sabbia (VC), Varallo (VC)